# 気圧

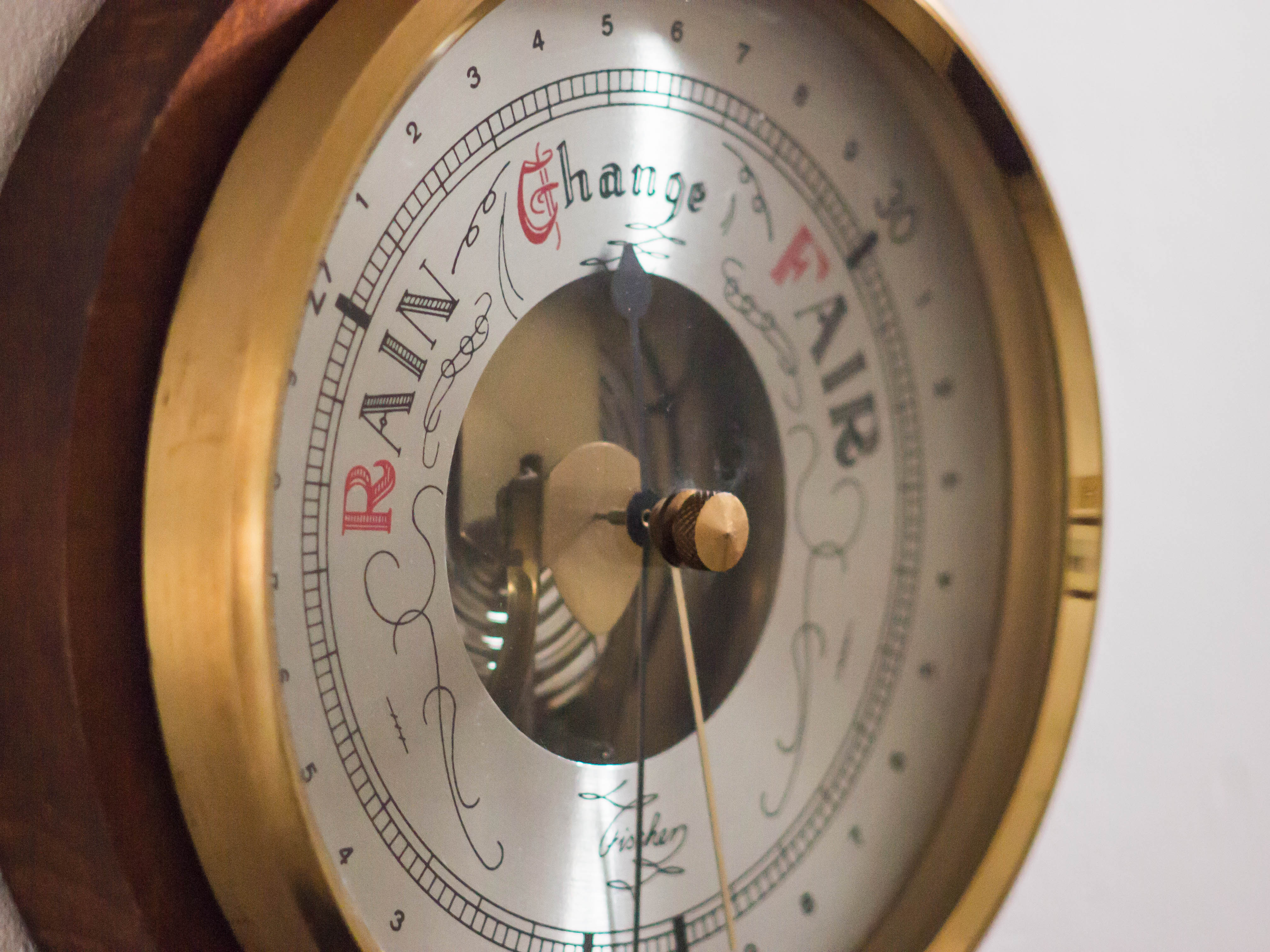
気圧計

気圧（きあつ、英語: air pressure）とは、気体の圧力のことである。単に「気圧」という場合は、大気圧（たいきあつ、英語: atmospheric pressure、大気の圧力）のことを指す場合が多い。
気圧は計量単位でもある。日本の計量法では、圧力の法定の単位として定められている（後述）。

## 気体の圧力
気体の圧力は、温度や体積の影響を受ける。例えば、気体を一定の体積のまま（容器に閉じ込めた状態に相当する）加熱すると、気圧は温度とほぼ比例して上昇する。このような、気圧と体積、温度についての関係は、ボイルの法則、シャルルの法則、ボイル＝シャルルの法則などにより示されている。
気体の圧力は、混合気の場合、構成している気体のそれぞれの圧力（分圧）の合計となる。

## 大気圧
空気も物質であるため、質量があり、地球の重力を受ける。これに対して応力があり、さらに、重力とこれがつりあうことで大気が力学的に平衡に近い状態にある。地球をおおっている大気の層によって、海面では、面積1cm2あたり約1kgf（水銀柱で約76cm、水の場合約10mに相当）の圧力がかかる。これを大気圧または単に気圧という。高所ほど、その上方にある空気柱の高さが低くなるので、気圧は低くなる。海面での大気圧を 1 とする圧力の単位としても用いられる。
海上の水蒸気蒸発によって、上昇気流が発生する箇所の空気の密度がやや下がり、気圧がやや低くなることがあるなど、同じ海抜高度でも、少しずつ気圧は異なり、気圧の高低は常に変化する。この気圧の山や谷を高気圧、低気圧と呼ぶ。気圧の差が生じると、高気圧の空気が低気圧の領域に流れ込む。これが風のおもな成因になっている。
気圧の測定には気圧計やラジオゾンデを用いる（気象業務法第1条の2、気象業務法第1条の3も参照）。
天気予報では、気圧の単位は、かつてはCGS単位系のミリバール (mb)、トル (Torr) または水銀柱ミリメートル (mmHg) が使われていたが、現在は国際単位系 (SI) のヘクトパスカル (hPa) が使用されている。

## 大気圧の変動
大気圧は高度や緯度によっても変化する。標準大気圧(1気圧)は海面上で 1013.25 hPa とされるが、大気圧は上方の空気の重みを示す圧力であるから、高所へいくほど低下する。高度上昇と気圧低下の比率は、低高度では概ね 10 m の上昇に対して 1.2hPa であり、計算上富士山頂で約0.7気圧、高度5,500 m で約0.5気圧、エベレストの頂上では約0.3気圧になる。ただし、高度により（気圧により）空気の密度が異なるため、高度上昇に対する気圧低下の比率は一定ではない。高度が上がるに従い、高度上昇と気圧低下の比は緩やかなものとなる。このような高度による気圧の変化を利用した高度計も作られている。
また、大気が太陽光などの熱により、局所的に加熱される場合、体積が増して密度が低下する。膨張した軽い空気は周囲の重い空気により押し上げられるため、上昇気流を生む。逆に大気が冷却されると、体積が減少、密度が増して沈降し下降気流を生む。
緯度により、大気および地表が太陽から受ける熱のエネルギー密度は異なる。赤道周辺が、年間を通じて大気が暖められ高温であるのと比較し、極地周辺は、常に低温である。このような緯度による大気の温度差により、赤道直下や極地では特有の上昇流、下降流が生じ、それぞれ熱帯収束帯や極高圧帯を形成する。気圧差によって、高気圧地域から低気圧地域に向けて風が吹き、貿易風や偏西風、極東風となる。これらは、ハドレー循環（熱帯収束帯と亜熱帯高圧帯間）、フェレル循環（亜熱帯高圧帯と高緯度低圧帯間）、極循環（高緯度低圧帯と極高圧帯間）と呼ばれる。このような大気の大規模な循環を、大気循環と呼ぶ。また、海洋と陸地とを比較すると、海水の熱容量の大きさから、海洋は陸地より温度変化が少ない。よって、太陽光が強い状況では、陸地が海洋より高温になることが多く、陸地に低気圧、海洋に高気圧の配置となり、海洋から陸地に向け風が吹く。陸地が冷却される状況では、この逆である。これにより、海陸風やモンスーンが発生する。

## 大気圧に関連する事象
- ストローで飲み物を飲む。
- 真空ポンプで水をくみ上げる。
- 吸盤がくっつく。
- 総入れ歯が安定する。
- 布団圧縮袋。
- 風船。
- 空気銃および空気砲。
- スクーバダイビングなどの後で高所に行くと減圧症になる危険がある。

その他、数々の日常事象や生命現象は、大気の圧力のもとで適応、利用されている。

## 単位としての気圧
上述のように、海面での大気圧は圧力（特に気圧や水圧）の単位としても用いられる。海面での大気圧を「1 気圧」とする。単位としての「気圧」の元々の定義は「海面での大気圧」であるが、大気圧は場所や気象条件によって異なる。そこで、海面での大気圧の標準の値として標準気圧を定め、この値を1気圧と定義した。
標準大気圧は、1954年の第10回国際度量衡総会 (CGPM) において、正確に 101 325 パスカル (Pa) と定められた。これは、元々は760 水銀柱ミリメートル (mmHg) をパスカルに換算し、小数点以下の端数を切り捨てたものである。
現在では、気圧は、国際単位系 (SI) においては定義されていない非SI単位である。しかし日本の計量法においては、法定の計量単位として定義されている。計量法における定義は、1954年CGPMにおけるものと同一の、101 325 パスカルである。

### 単位記号
気圧の単位記号は、大気を意味する atmosphere に由来する atm である。

### 気圧、水銀柱ミリメートル、トルの関係
水銀柱ミリメートルとトルは、計量法体系において、全く同一の定義となっていて、どちらも正確に 101 325/760Pa である。これは標準気圧の1⁄760という意味である。約 133.322Pa に当たる。
また、1 気圧 は 1 バール に数値が近い（1atm = 正確に1.01325 バール）が 1.325%の差がある。

### 日本の気象の気圧単位の変遷
| 年月日                         | 単位 | 意味               |
| ------------------------------ | ---- | ------------------ |
| 1945年（昭和20年）12月15日以前 | mmHg | 水銀柱ミリメートル |
| 1945年（昭和20年）12月15日以後 | mb   | ミリバール         |
| 1992年（平成4年）12月1日       | hPa  | ヘクトパスカル     |